# エルヴィン・ローデ

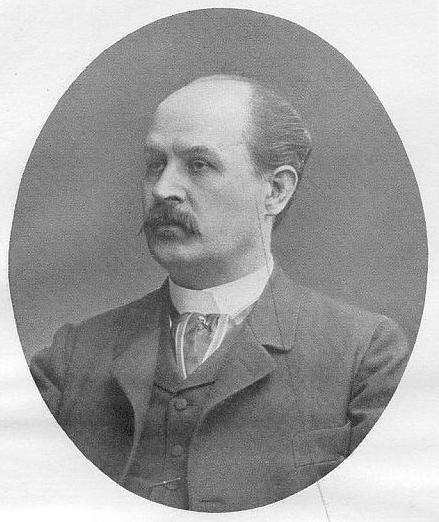
ローデ

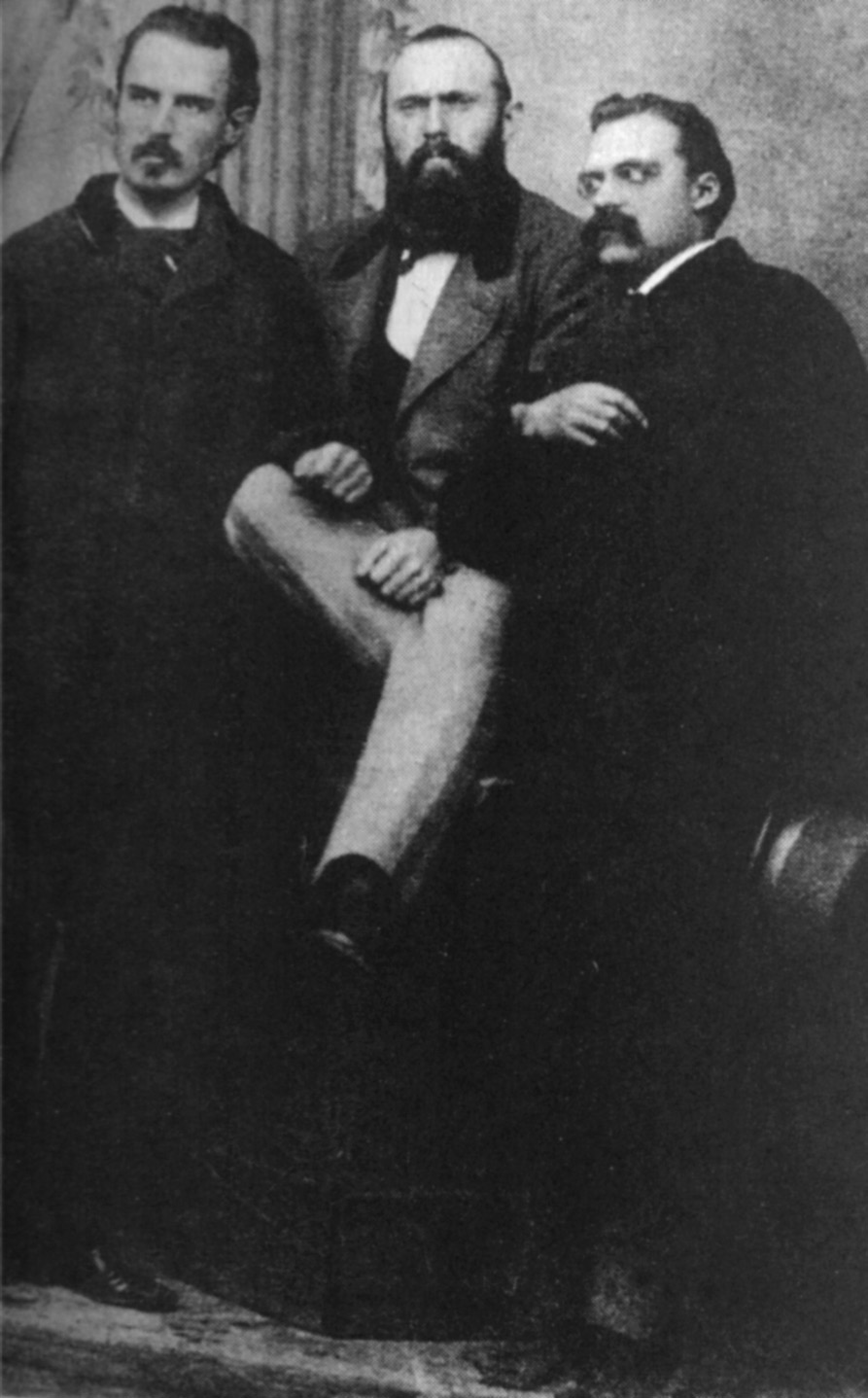
左からローデ、ゲルスドルフ、ニーチェ

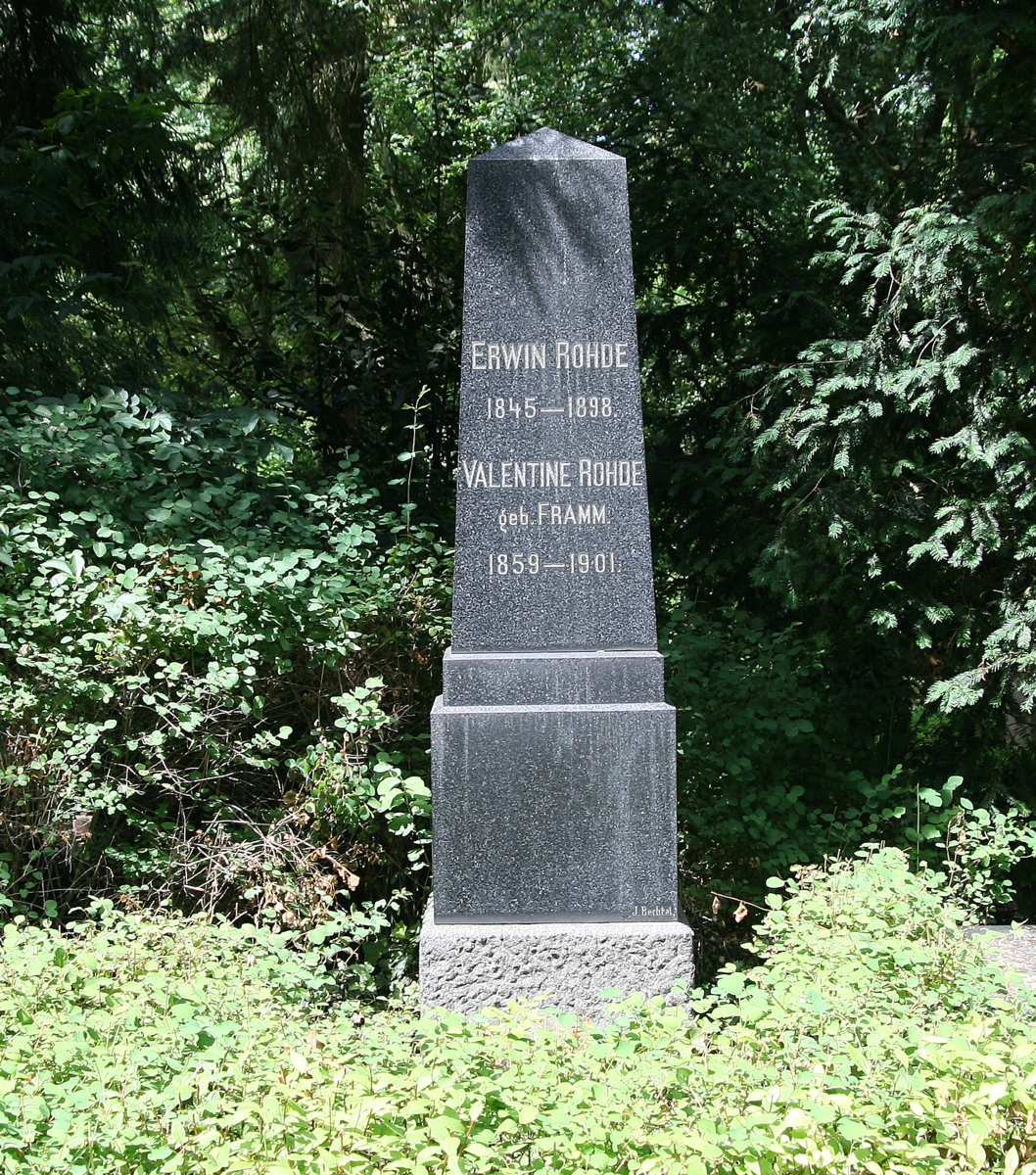
ハイデルベルクにある墓

- エルヴィン・ローデ[1]
- エルヴィーン・ローデ[2]

エルヴィン・ローデ（独: Erwin Rohde、1845年 - 1898年）は、ドイツの古典学者・文献学者。ニーチェの親友。

## 経歴
1845年、ハンブルクの医家に生まれる。ボン大学とライプツィヒ大学でリッチュルに師事。同門のニーチェと親友になり、リッチュルから二人は「ディオスクロイ」と綽名される。
1872年、ニーチェが『悲劇の誕生』を刊行し、ヴィラモーヴィッツらから激しく批判されると、ローデのみがニーチェを擁護した。ニーチェが学界を去った後も交友を続け、書簡を交わした。
ドイツ各地の大学講師などを経て、1886年からハイデルベルク大学教授。1898年、逝去。

## 学問
主著『プシューケー、ギリシア人の霊魂祭祀と不死信仰』（全2巻、1890-1894年）では、オルペウス教・バッコス崇拝など古代ギリシアの宗教、霊魂（プシューケー）観を分析した。
『ギリシア小説とその前身』（1876年）では、古代ギリシア小説史の研究を開拓した。「第二次ソフィスト」に初めて着目したのも同書である。
その他、『スイダス』などの研究で業績を残した。